# Ngộ độc thực phẩm Scombroid
Ngộ độc thực phẩm Scombroid, còn được gọi là scombroid, là một bệnh truyền qua thực phẩm thường xảy ra do ăn cá hư thối. Các triệu chứng có thể bao gồm da đỏ ửng, nhức đầu, ngứa, mờ mắt, chuột rút bụng và tiêu chảy. Khởi phát các triệu chứng thường là 10 đến 60 phút sau khi ăn và có thể kéo dài đến hai ngày. Hiếm khi, các vấn đề về hô hấp hoặc nhịp tim không đều có thể xảy ra.
Scombroid xảy ra do ăn cá chứa nhiều histamine do bảo quản hoặc chế biến không phù hợp. Cá thường liên quan bao gồm cá ngừ, cá thu, cá nục heo cờ, cá mòi, cá cơm, cá trích, bluefish, amberjack, và cá buồm. Những con cá này tự nhiên có hàm lượng histidine cao được chuyển đổi thành histamine khi vi khuẩn phát triển trong quá trình bảo quản không đúng cách. Sau đó việc nấu ăn, hun khói hoặc đông lạnh cá không loại bỏ được histamine. Chẩn đoán thường dựa trên các triệu chứng và có thể được hỗ trợ bởi tryptase máu bình thường. Nếu một số người ăn cùng một loại cá phát triển các triệu chứng thì chẩn đoán càng có nhiều khả năng là đúng.
Phòng ngừa scombroid bằng cách làm lạnh hoặc đông lạnh cá ngay sau khi bắt. Điều trị thường bằng thuốc kháng histamine như diphenhydramine và ranitidine. Epinephrine có thể được sử dụng cho các triệu chứng nghiêm trọng. Cùng với ngộ độc cá ciguatera, đây là một trong những loại ngộ độc hải sản phổ biến nhất. Nó xảy ra trên toàn cầu ở cả vùng nước ôn đới và nhiệt đới. Chỉ có một cái chết vì bệnh này đã được báo cáo. Bệnh này được mô tả lần đầu tiên vào năm 1799.

## Dấu hiệu và triệu chứng
Các triệu chứng thường xảy ra trong vòng 10 phút30 sau khi ăn cá và thường tự giới hạn. Những người mắc bệnh hen suyễn dễ bị các vấn đề về hô hấp như thở khò khè hoặc co thắt phế quản. Tuy nhiên, các triệu chứng có thể hiển thị hơn hai giờ sau khi ăn một món ăn hư hỏng. Chúng thường kéo dài trong khoảng 10 đến 14 giờ, và hiếm khi vượt quá một đến hai ngày.